# Queer (novela)
Queer es una novela corta del escritor estadounidense William S. Burroughs, publicada en 1985. Fue escrita entre 1951 y 1953 y es una secuela parcial de su novela anterior, Yonki (drogadicto). Esta novela termina con la intención de encontrar una droga telepática llamada yagé y, aunque no se centra completamente en esa búsqueda, incluye un viaje a Sudamérica en busca de esa sustancia.
La novela es sobresaliente en el desarrollo de Burroughs como escritor, tiene una cualidad cinemática que está ausente en sus siguientes novelas. Sin embargo, también contiene los primeros signos de "números", los enloquecidos monólogos que se expandirían en Naked Lunch (Almuerzo Desnudo) y otros cuentos de ficción, y marcarían el trabajo de Burroughs como radicalmente satírico.

## Sinopsis
La novela comienza con la presentación de un nuevo personaje en los trabajos de Burroughs: Lee, que comienza a contar su vida en la Ciudad de México entre un grupo de universitarios estadounidenses expatriados y dueños de un bar, que sobreviven gracias a trabajos de media jornada y el beneficio de la ley G.I. Bill.
- Datos: Q2392914